# Orthonama effluata
Orthonama effluata är en fjärilsart som beskrevs av Pieter Cornelius Tobias Snellen 1874. Orthonama effluata ingår i släktet Orthonama och familjen mätare. Inga underarter finns listade i Catalogue of Life.